# 符騰堡的伊莉莎白
符騰堡的伊莉莎白（德語：Elisabeth von Württemberg，1767年4月21日—1790年2月18日），符騰堡公爵腓特烈二世·歐根的次女。
1788年，伊莉莎白與神聖羅馬皇帝約瑟夫二世的姪子法蘭茲（日後的法蘭茲二世）結婚，兩年後伊莉莎白在生產過程中去世，年僅22歲。